# Leskói járás
A Leskói járás (lengyelül: Powiat leski) Lengyelország délkeleti részén, a szlovák–lengyel határszakasz mentén fekvő, a Kárpátaljai vajdaságban található önkormányzati és területi közigazgatási egység. 2002-ben hozták létre öt úgy nevezett gminából, amelyek korábban Bieszczady járáshoz tartoztak. Közigazgatási, járási központja Lesko, amely 67 kilométernyire délre fekszik a vajdaság központjától, Rzeszówtól.
Leskói járás területe 834,86 km², ahol a 2006-os adatok alapján 26 613 fő élt, ebből 5864 fő Lesko lakója, míg a többi 20 749 fő a többi településen él.
A járást nyugatról Sanoki járás, északról Przemyśli járás, keletről Bieszczady járás, délről pedig Szlovákia határolja.

## Közigazgatási beosztása
A járást közigazgatásilag öt községre (gmina) oszlik, melyek közül egy városi jellegű község, míg négy vidéki. 
| Község           | Típus         | Terület (km²) | Népesség (2006) | Székhely  |
| Gmina Lesko      | városi-vidéki | 111,6         | 11 603          | Lesko     |
| Gmina Solina     | vidéki        | 184,3         | 5106            | Solina    |
| Gmina Olszanicza | vidéki        | 94,0          | 5059            | Olszanica |
| Gmina Baligród   | vidéki        | 158,1         | 3176            | Baligród  |
| Gmina Cisna      | vidéki        | 286,9         | 1669            | Cisna     |

## Fordítás
Ez a szócikk részben vagy egészben  a   Lesko County című angol Wikipédia-szócikk ezen változatának fordításán alapul.  Az eredeti cikk szerkesztőit annak laptörténete sorolja fel. Ez a jelzés csupán a megfogalmazás eredetét és a szerzői jogokat jelzi, nem szolgál a cikkben szereplő információk forrásmegjelöléseként.